# Dieter Wolf (Soziologe)
Dieter Wolf (geboren 2. April 1942 in Flammersfeld) ist ein deutscher Softwareentwickler, Soziologe und Philosoph, der sich in Forschung und Publikationen mit dem Zusammenhang zwischen der Philosophie von Georg Wilhelm Friedrich Hegel und der Kritik der politischen Ökonomie von Karl Marx befasst.

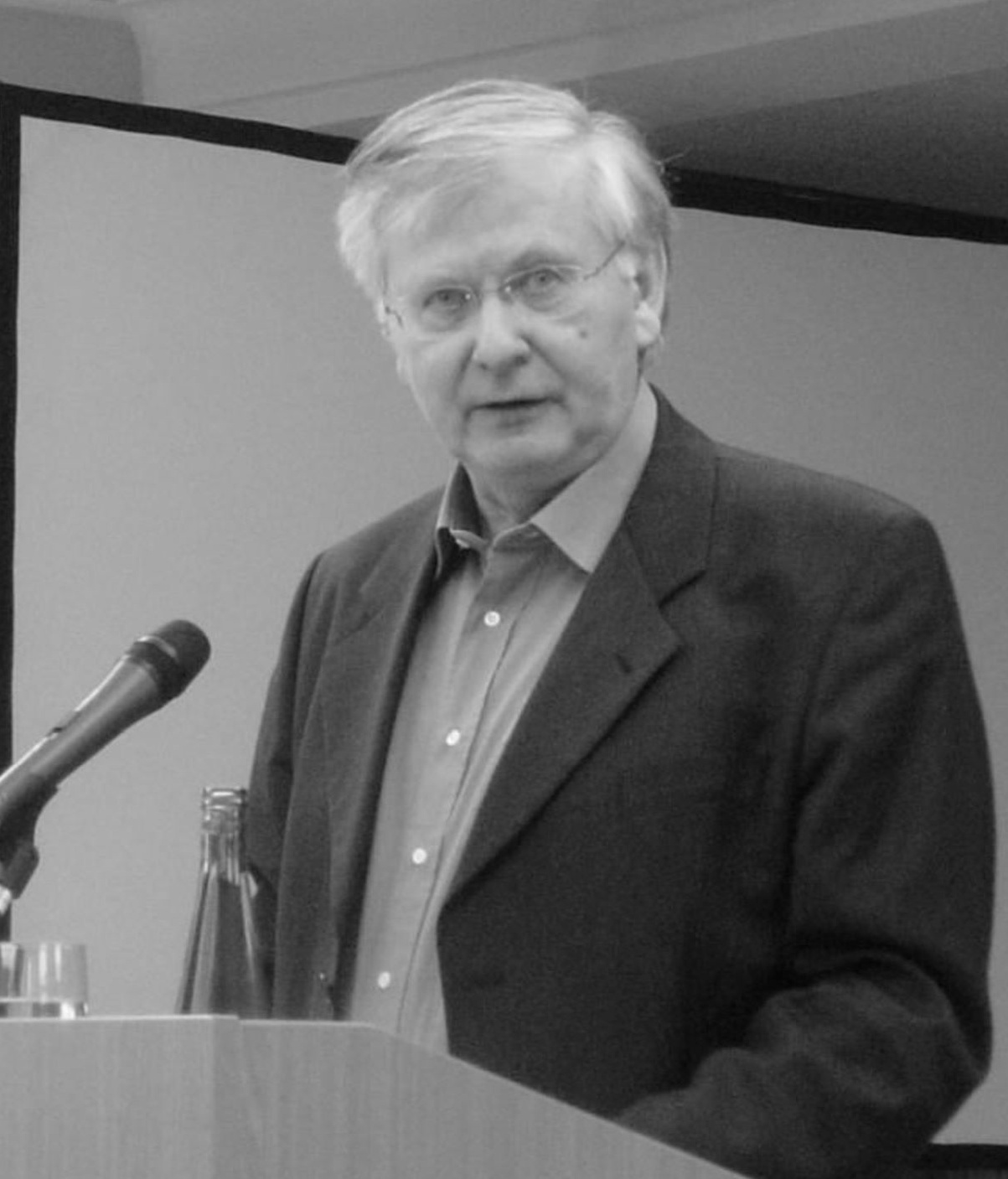
Dieter Wolf, 2006

## Leben
Dieter Wolf besuchte das Aufbaugymnasium in Laasphe und studierte ab 1961 Mathematik, Philosophie, Soziologie, Germanistik und Allgemeine und Vergleichende Literaturwissenschaft in Freiburg im Breisgau, Paris und Berlin. Er war zunächst Doktorand bei Peter Szondi bis zu dessen Tod und wurde 1980 an der FU Berlin im Fachbereich Philosophie und Sozialwissenschaften bei Peter Furth und Sebastian Herkommer mit einer Arbeit über Georg Wilhelm Friedrich Hegel und Karl Marx promoviert. Wolf arbeitet als freiberuflicher Wissenschaftler, Autor und Softwareentwickler.
Trotz grundlegender Übereinstimmungen kann Wolf nicht der Neuen Marx-Lektüre zugerechnet werden, gehört aber in deren Diskussionsumfeld. Er leistete Beiträge zu der Debatte über die Rekonstruktion der dialektischen Darstellung insbesondere über den „dialektischen Widerspruch“ und der von Marx in seinem Werk Das Kapital praktizierten „Methode des Aufsteigens vom Abstrakten zum Konkreten“. Er setzte sich hierbei kritisch auch mit mehreren Schriften aus dem Umkreis der Neuen Marx-Lektüre auseinander z. B. mit Schriften von Hans-Georg Backhaus, Helmut Reichelt und Michael Heinrich.

## Publikationen (Auswahl)
- Hegel und Marx. Zur Bewegungsstruktur des absoluten Geistes und des Kapitals. Eine Untersuchung zum Verhältnis von materialistischer zu idealistischer Dialektik. VSA Verlag, Hamburg 1979, ISBN 3-87975-179-X. Zugleich Dissertation (Buch als PDF-Datei)
- Hegels Theorie der bürgerlichen Gesellschaft. Eine materialistische Kritik. VSA, Hamburg 1980, ISBN 978-3-87975-182-2. (Buch als PDF-Datei).
- Der dialektische Widerspruch im „Kapital“. Ein Beitrag zur Marxschen Werttheorie. VSA, Hamburg 2002, ISBN 3-87975-889-1 (Neuauflage von „Ware und Geld“. 1985)
- Warenzirkulation und Warenfetisch. Eine Untersuchung zum systematischen Zusammenhang der drei ersten Kapitel des „Kapital“. 1986 (Buch als PDF-Datei).
- Kritische Theorie und Kritik der politischen Ökonomie. Zur Konfusion des Wertbegriffs Kritik an Reichelt und Backhaus. Eine kritische Auseinandersetzung mit Schriften von Hans-Georg Backhaus und Helmut Reichelt. Beiträge zur „Kapital“-Diskussion. Argument, Hamburg 2004 (Buch als PDF-Datei) (Berliner Verein zur Förderung der MEGA-Edition e. V., Wissenschaftliche Mitteilungen Heft 3).
- mit Michael Sommer: Imaginäre Bedeutungen und historische Schranken der Erkenntnis. Eine Kritik an Cornelius Castoriadis. Argument, Hamburg 2008, (Zugleich ein Beitrag zum Verständnis der Kritik der politischen Ökonomie.); (Buch als PDF-Datei.)